# Thai Vietjet Air

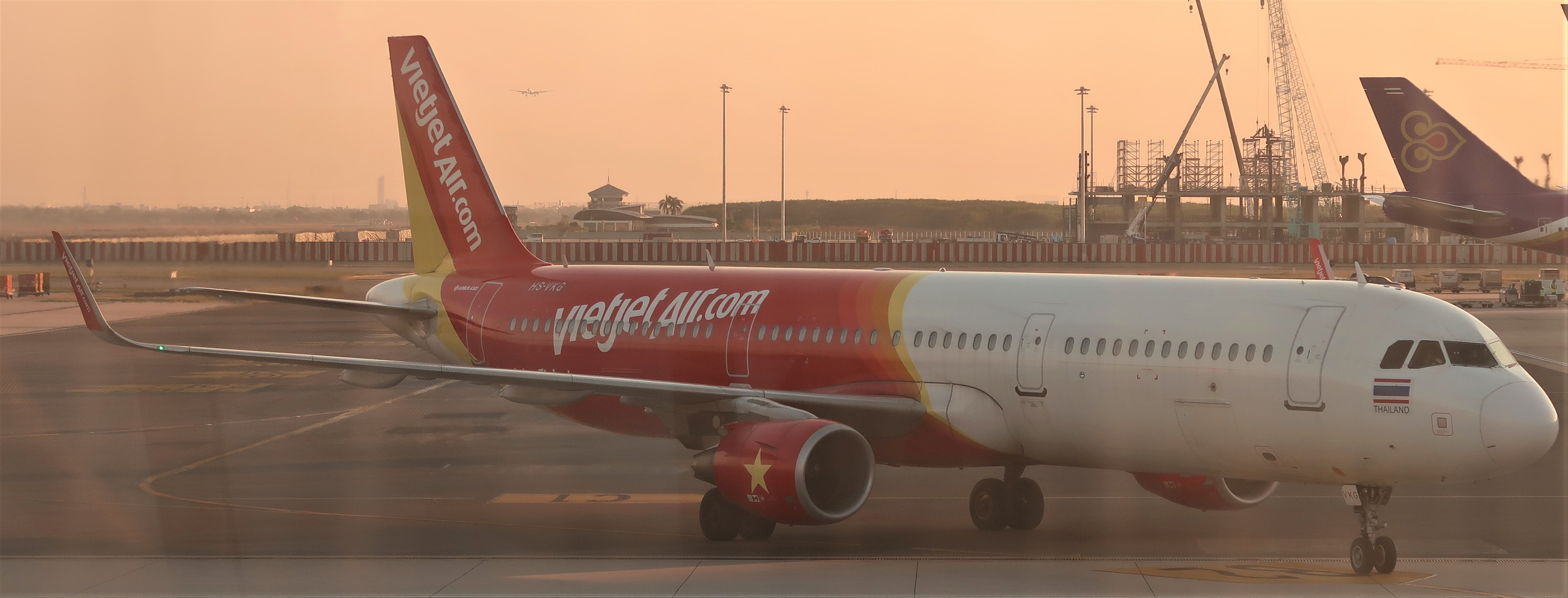
Airbus A321 (HS-VKG) Thai Vietjet Air am Boden, Flughafen Bangkok-Suvarnabhumi

Thai VietJet Air (thailändisch ไทยเวียดเจ็ทแอร์) ist eine thailändische Billigfluggesellschaft mit Sitz in Bang Phli, Samut Prakan und der Basis auf dem Flughafen Bangkok-Suvarnabhumi. Sie ist eine Tochtergesellschaft der VietJet Air, eine vietnamesische Billigfluggesellschaft.

## Geschichte
Thai VietJet Air erhielt seine Zulassung im November 2014 und der erste Charterflug startete am 5. Dezember 2014 vom Flughafen Bangkok-Suvarnabhumi zum Flughafen Gaya in Indien. Am 29. März 2015 begann der erste Linienflug vom Flughafen Bangkok-Suvarnabhumi zum Flughafen Phuket. Später kamen Ziele wie der Flughafen Udon Thani hinzu. Sie ist eine der wenigen Billigfluggesellschaften, die nicht vom Flughafen Bangkok-Don Mueang (DMK) starten, sondern ihr Drehkreuz am Flughafen Bangkok-Suvarnabhumi (BKK) haben. Dies bietet beim Umsteigen zu internationalen Flügen Vorteile.

## Flugziele
Kambodscha
- Phnom Penh – Flughafen Phnom Penh (ab 16. März 2022)

Indien
- Gaya – Flughafen Gaya, gelegentlich

Singapur
- Singapur – Flughafen Singapur[4]

Taiwan
- Taiwan – Flughafen Taiwan Taoyuan[4]

Thailand
- Chiang Mai – Flughafen Chiang Mai
- Chiang Rai – Flughafen Chiang Rai
- Krabi – Flughafen Krabi
- Pattaya – Flughafen U-Tapao[5]
- Phuket – Flughafen Phuket
- Udon Thani – Flughafen Udon Thani[6]
- Hat Yai –  Flughafen Hat Yai
- Khon Kaen –  Flughafen Khon Kaen
- Nakhon Si Thammarat –  Flughafen Nakhon Si Thammarat
- Ubon Ratchathani –  Flughafen Ubon Ratchathani
- Surat Thani –  Flughafen Surat Thani

Vietnam
- Cần Thơ – Flughafen Cần Thơ, Charter
- Đà Lạt – Flughafen Lien Khuong
- Đà Nẵng – Flughafen Da Nang[7]
- Ho-Chi-Minh-Stadt – Flughafen Tan-Son-Nhat[5]

VietJet Air bedient ab Hanoi und Ho-Chi-Minh-Stadt Ziele innerhalb Vietnams und in Südostasien.

## Flotte

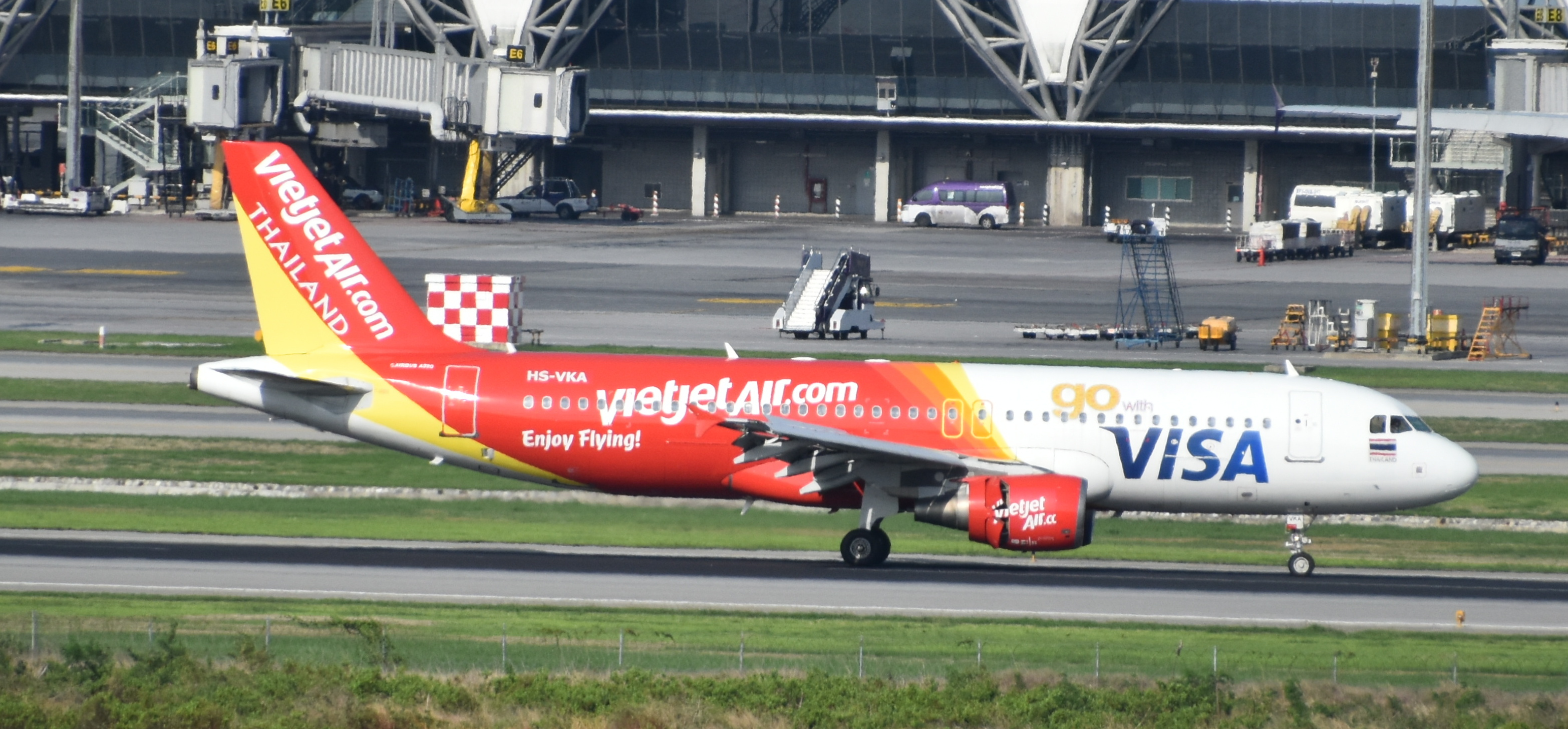
Thai Vietjet Air Airbus A320, Flughafen Bangkok-Suvarnabhumi

Mit Stand Juni 2025 besteht die Flotte der Thai Vietjet Air aus 18 Flugzeugen mit einem Durchschnittsalter von 11,2 Jahren:
| Flugzeugtyp        | Anzahl | bestellt | Anmerkungen                                   | Sitzplätze | Durchschnittsalter |
| ------------------ | ------ | -------- | --------------------------------------------- | ---------- | ------------------ |
| Airbus A320-200    | 12     |          | zwei inaktiv; acht mit Sharklets ausgestattet | 180        | 12,5 Jahre         |
| Airbus A321-200    | 06     |          | mit Sharklets ausgestattet                    | 230        | 8,7 Jahre          |
| Boeing 737 Max 8   |        | 50       |                                               | - offen -  |                    |
| Boeing 737 Max 200 |        | 50       |                                               | - offen -  |                    |
| Gesamt             | 18     | 50       |                                               |            | 11,2 Jahre         |